# آئورسیلیو نیرس رودریگز
آئورسیلیو نیرس رودریگز (به پرتغالی: Auricélio Neres Rodrigues) مهاجم اهل برزیل است که در شهر ترسینا و در تاریخ ۲۸ اوت ۱۹۷۶ به دنیا آمده‌است.
آئورسیلیو نیرس رودریگز در تیم‌های فوتبال Comercial سابقهٔ حضور دارد.